# Carex spicata
Carex spicata es una especie de planta herbácea de la familia Cyperaceae. 

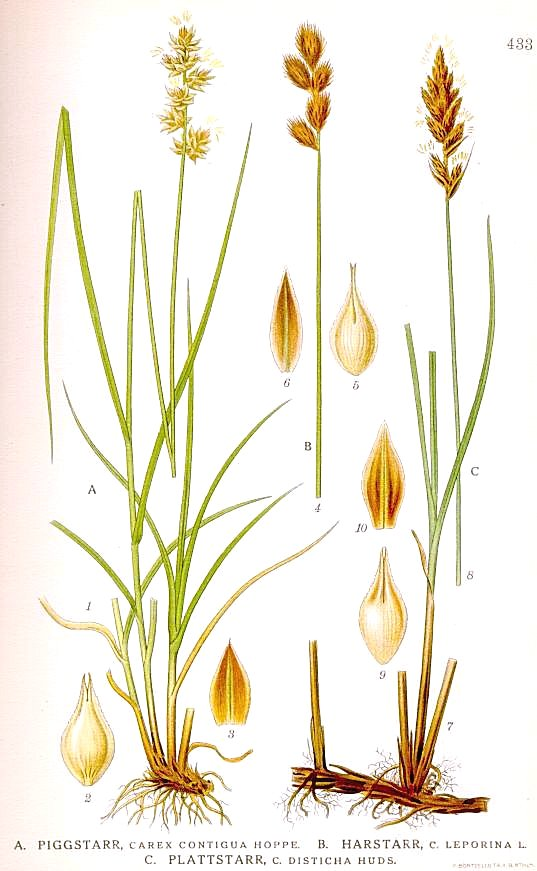
Ilustración

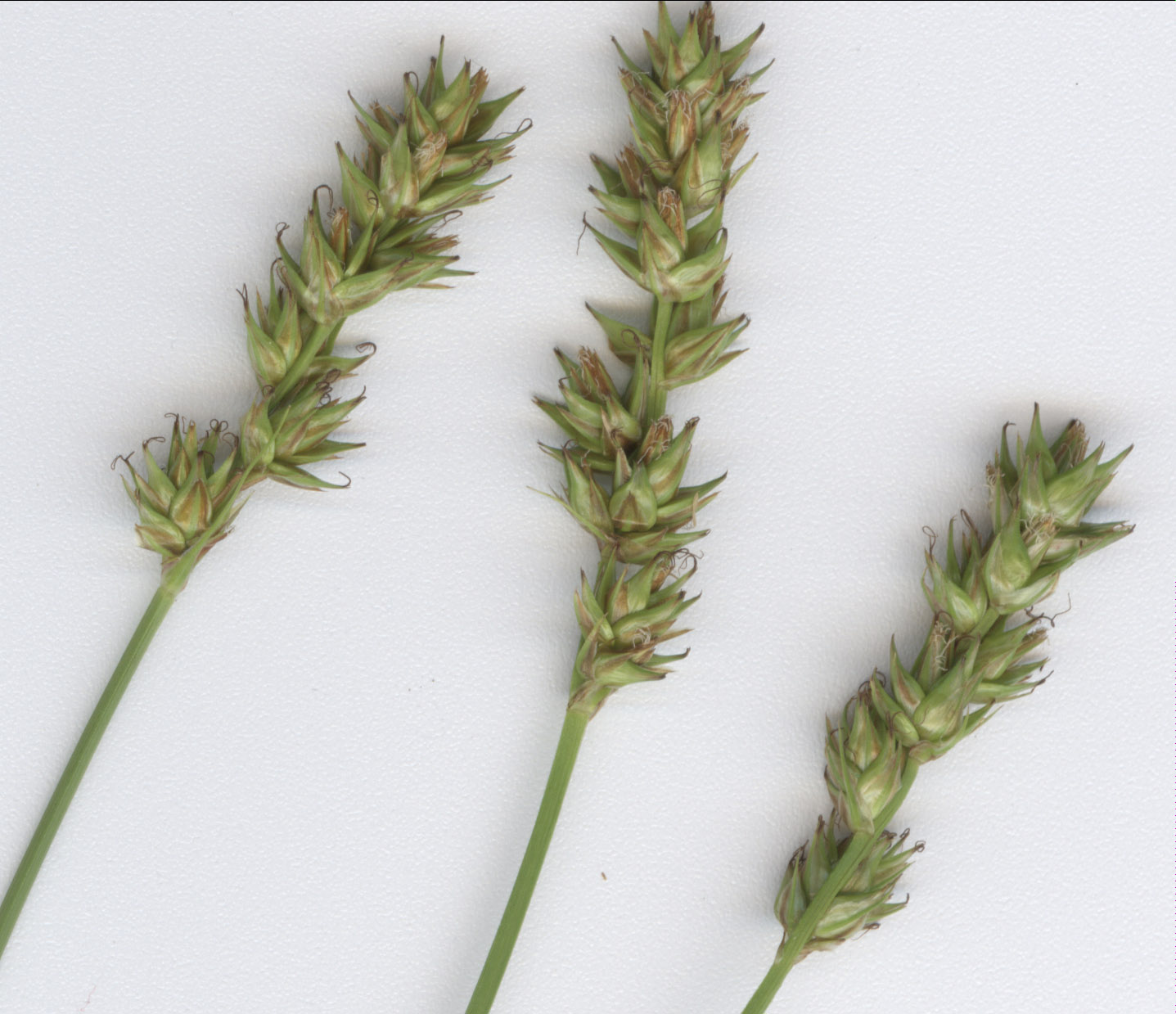
Detalle de la planta

## Descripción
Es una planta con rizoma grueso, que forma céspedes de hasta de 50 cm de diámetro. Tallos (10)20-60(85) cm de altura, trígonos, con los ángulos agudos, escábridos en la parte superior. Hojas (1,8)2,5-3,5(4) mm de anchura, de menor longitud que los tallos, planas, algo ásperas, no muy rígidas; lígula de (3)5-7(8,5) mm, de longitud mucho mayor que la anchura, de ápice obtuso o subagudo; generalmente sin antelígula; vainas basales poco o muy fibrosas, de color pardo, frecuentemente teñidas de color púrpura obscuro al igual que la cara interna de la corteza y la externa del cilindro central de las raíces. Bráctea inferior de longitud mucho menor que la inflorescencia, setácea, no envainante. Espigas agrupadas en la parte superior del tallo, a veces las inferiores un poco separadas, en inflorescencias de 2-3(4) cm, simples. Glumas ovales, acuminadas o mucronadas, de color pardo pálido a obscuro, muy rara vez hialino-verdosas, con margen escarioso estrecho o sin él, las femeninas de longitud similar a la de los utrículos. Utrículos (4)4,2-5,5(6) × 1,7-2,2 mm, suberectos, de contorno estrechamente oval y base ± estrechada, plano-convexos, con nervadura solo perceptible en ocasiones, verdosos, gradualmente atenuados en un pico de (1,2)1,5-1,8 mm, escábrido-serrulado, bífido. Aquenios 2-2,2 × 1,4-2 mm, de contorno oval, oblongo o casi orbicular, biconvexos, rara vez plano-convexos, con la base del estilo persistente en forma de una corta columna.

## Distribución y hábitat
Se encuentra en prados algo húmedos; a una altitud de 300-1900 metros en gran parte de Europa, aunque escasa en la región mediterránea; W de Asia y algunos puntos del Norte de África; introducida en el E de Norteamérica. Dispersa por la mitad Norte de la península ibérica, muy rara en el Sur. 

## Taxonomía
Carex spicata fue descrita por   William Hudson  y publicado en Flora Anglica 349. 1762.
Citología
Número de cromosomas de Carex spicata (Fam. Cyperaceae) y táxones infraespecíficos: 2n = 54, 56*, 58*?
Etimología
Ver: Carex
spicata; epíteto latino que significa "en espigas".
Variedades
- Carex spicata subsp. spicata

Sinonimia
- Vignea spicata (Huds.) Soják	[4][5]

subsp. spicata
- Carex contigua Hoppe
- Carex divulsa var. contigua (Hoppe) Nyman
- Carex fraterna Rupr.
- Carex fumosa (Gren.) Prain
- Carex furculata Peterm.
- Carex lumnitzeri (Rouy) V.I.Krecz.
- Carex pairae subsp. lumnitzeri Soó
- Desmiograstis contigua (Hoppe) Fedde & J.Schust.
- Vignea muricata f. humilis Peterm.